# Хроместезія
Хроместезія (фонопсія, акустико-колірна синестезія, кольоровий слух) — тип синестезії, при якому звуки автоматично і мимоволі викликають образи кольору в людини. Люди з акустико-колірною синестезією усвідомлюють свої синестетичні колірні відчуття або сприйняття в повсякденному житті. Синестети, які сприймають колір при прослуховуванні музики, відчувають його на додаток до звичайних слухових відчуттів, які можуть виникати у середньостатистичної людини. Відчуття синестетичного кольору є додатковим і не перекриває реальну модальність. Як і при інших різновидах синестезії, люди з акустико-колірною синестезією переживають її спонтанно і без зусиль, сприймаючи це як звичайне явище в межах своєї сфери досвіду.

## Індивідуальна дисперсія
Кольорові чуттєві проєкції, тобто відчуття того, який колір буде пов'язаний з яким звуком, тоном, висотою, або тембром дуже своєрідні, але в більшості випадків постійні. Кожен синестет має свої унікальні комбінації. Проте, всі проведені на сьогоднішній день дослідження повідомляють, що як синестети, так і несинестети сприймають високочастотні звуки в більш світлих і яскравих тонах, а низькочастотні звуки — в більш темних тонах, що вказує на можливість існування якогось загального механізму, що лежить в основі асоціацій, присутніх в мозку нормальної дорослої людини.
Як і в інших варіантах синестезії, акустико-колірна синестезія може бути розділена на групи в залежності від того, яким чином відчувається колір. Тих людей, які «бачать» або сприймають колір як би в зовнішньому просторі, часто називають «проєкторами», а тих, які сприймають колір думкою, часто називають «асоціаторами», але ці поняття не є абсолютно точними. Для більшості синестетів цей стан не є повністю сенсорним або перцепційним.
В окремих людей синестезія викликається тільки звуками мови, в той час як в інших може бути викликана всіма відомими слуховими подразниками. Дослідження варіативності проявів синестезії свідчать, що для 40 % синестетів має значення висота і мелодика голосу, тоді як гучність та швидкість мови має значення лише для небагатьох синестетів. Багато людей відзначили вплив на синестетичний колір емоційного забарвлення голосу, але тільки для двох важливим виявився також їх власний настрій. В даному дослідженні серед учасників категорії «синестезія і музика» 75 % випробовуваних повідомили, що відчувають синестетичну реакцію тільки коли чують окремі ноти. На питання «Чи можливо добровільно контролювати синестетичну реакцію?» тільки 33 % учасників вказали на можливість придушити, ігнорувати або навмисно пробуджувати свої відчуття без особливих зусиль. Впливають на синестетичне відчуття також рівень концентрації, втома, сонливість, гарячка, емоції і психоактивні речовини.
Акустико-колірна синестезія є набагато більш поширеною, ніж колірно-акустична синестезія, хоча є відомості й про подібні випадки. Одна людина, JR, бачить кольори, коли чує звуки, а також чує звуки, коли бачить кольори. Цей тип синестезії дуже заважає їй у повсякденному житті. Цікаво відзначити, що відчуття цієї жінки були постійні протягом довгого часу.
Існує ефект семантичної опосередкованості для деяких осіб з акустико-колірною синестезією. Так, одна випробувана жінка довільно награла ноти на синтезаторі і зазначила колірні відчуття. Коли синтезатор був транспонований без її відома, вона повідомила про ідентичні колірні асоціації з нотами, які, як вона була впевнена, чула, хоча насправді це були звуки вже іншої висоти.

## Дослідження
Точний механізм, завдяки якому існує синестезія, до сих пір не визначений. З огляду на те, що вживання галюциногенних препаратів може викликати синестезію, а також те, що і синестети, і несинестети відповідні звуки забарвлюють мимовільним чином, деякі дослідники стверджують, що синестетичний досвід використовує вже існуючі шляхи, які присутні в нормальному мозку. Причинність синестезії також поки що неясна, хоча докази вказують на генетичну схильність. Синестезія, як відомо, явище спадкове, хоча умовою в сім'ї може бути й ідіосинкразія. Крім того, синестезія може передаватися через покоління. Однак існування випадків монозиготних близнюків, де тільки один з них отримав синестезію, вказує на можливість залучення додаткових факторів. Відмінності між синестетичним і несинестетичним мозком можуть відображатися в ділянках мозку з безпосереднім (структурно-функціональним) зв'язком між виключно зоровими або виключно слуховими аналізаторами, або у провідних шляхах, присутніх в будь-якому мозку і забезпечуючих зворотний зв'язок від багатофункціональних слухо-зорових областей до зон виключно зорового аналізу.

### Теорія крос-активації
Теорія крос-активації в синестезії була сформульована індійським неврологом В. С. Рамачандраном і його учнем Е. М. Хаббардом на основі вагомих свідчень, отриманих в ході дослідження різноманітних форм синестезії, які стверджують, що сенсорні області, що відповідають за обробку реальності і синестетичної інформації, як правило, є сусідніми ділянками мозку. Це найяскравіше простежується в графемно-колірній синестезії, тому що ділянки мозку, які відповідають за обробку кольору і візуальну обробку словоформ, є суміжними. Особи з акустико-колірною синестезією демонструють активацію зон мозку, що беруть участь в обробці зорової інформації, таких як зона V4, відразу слідом за сприйняттям слухової інформації, що вказує на автоматичне зв'язування звуків і кольорів. Причина такої крос-активації залишається поки незрозумілою.

### Розгальмована модель зворотнього зв'язку
Розгальмована модель зворотнього зв'язку забезпечує альтернативу теорії крос-активації. Вона відкидає припущення про підвищену зв'язність у синестетів і передбачає, що крос-активація обумовлена зменшенням пригнічення в нейромережах, наявних у мозку нормальної дорослої людини. Розгальмування зворотного зв'язку може пояснити той факт, що акустико-колірна синестезія може бути надбана шляхом пошкодження ретино-кортикальних шляхів.
Прямі нейронні зв'язки, в яких сходяться сигнали від різних шляхів, завжди мають зворотні зв'язки. У більшості людей вони в достатній мірі пригнічуються, і синестетична стимуляція паралельних каналів сприйняття не відбувається. Ймовірно, що у синестетів передача сигналів прямого зв'язку в стимульованих шляхах може активувати нейрони, в яких сходиться передача сигналів як від одної сенсорної системи, так і від іншої. Передача сигналів зворотного зв'язку може поширюватися вниз шляхами, що передають сигнали синестетичної реакції, активуючи паралельне відчуття кольору та звуку. Відповідно до цього механізму, активність прямого зв'язку в результаті дії синестетичного стимулу призводить до активації зворотного зв'язку в паралельному каналі сприйняття.

### Залучення специфічних ділянок мозку
На додаток до думки про високий ступінь міжнейронної взаємодії в синестезії, необхідно згадати про очевидну роль нижньої тім'яної кори під час синестетичних переживань, яка, можливо, виступає як механізм, що зв'язує реальні і синестетичні сприйняття в одне переживання. Активація тім'яної частки найбільш очевидна, коли синестет фокусується на своїх відчуттях.
Дослідження функціональної магнітно-резонансної томографії також виявили, що ліва верхня скронева борозна залучена в інтеграцію слухової та візуальної інформації. Ця ділянка мозку найбільш сильно реагує на неконгруентні пари візуальної і слухової інформації, такі як збіжність рухів губ і чутної мови.

## Пов'язані когнитивні ознаки
Частка синестетів серед творчих людей приблизно в два рази вище, ніж у загальній популяції. Творчі люди, що володіють синестезією, схильні вибирати такі форми мистецтва, де вони можуть отримати користь від своєї форми синестезії. Так, люди з акустико-колірною синестезією більш схильні грати на музичних інструментах.
Проте, музичний досвід не допомагає вмінню послідовно зіставляти кольори та ноти. Дослідження показали, що, всупереч очікуванням, володіння абсолютним слухом збільшує розбіжності в поєднаннях кольорів та звуків. Одним з можливих пояснень цього може бути те, що оскільки абсолютний слух може помилятися, іноді неправильно розпізнані ноти можуть конкурувати з кольором, що викликається висотою звуку. Інше пояснення полягає в тому, що люди з абсолютним слухом можуть поділяти для себе висоту звуків на більш вузькі категорії, ніж звичайні люди, вводячи більшу кількість категорій всередині кордонів між різними тонами.

## Відомі синестети
Синестетиками в музиці були Скрябін, Римський-Корсаков, Чюрльоніс і Мессіан, з наших сучасників — Томас Кьонер, Каньє Вест, Біллі Айліш, співачка Marina and The Diamonds або Джон Беланс з Coil. Вони сприймали або уявляли тональності розфарбованими в певні кольори. Наприклад, симфонічна поема Скрябіна «Прометей (Поема вогню)» була задумана композитором зі спеціальним виконавським рядком «Luce» (тобто «Світло») й іноді виконується з використанням світломузики. Музикант і художник М. Чюрльоніс намагався передати в своїх картинах недоступний цьому жанру світ музики.